# (113394) Niebur
(113394) Niebur est un astéroïde de la ceinture principale.

## Description
(113394) Niebur est un astéroïde de la ceinture principale. Il fut découvert le 26 septembre 2002 à l'observatoire Palomar par le programme NEAT. Il présente une orbite caractérisée par un demi-grand axe de 2,77 UA, une excentricité de 0,07 et une inclinaison de 1,3° par rapport à l'écliptique.

## Compléments